# تيم هاردينغ
تيم هاردينغ (بالإنجليزية: Tim Harding)‏ هو مغني أسترالي، ولد في 1 فبراير 1978 في Springwood, New South Wales ‏ في أستراليا.

## وصلات خارجية
- تيم هاردينغ على موقع IMDb (الإنجليزية)
- تيم هاردينغ على موقع قاعدة بيانات الفيلم (الإنجليزية)